# Cave canem

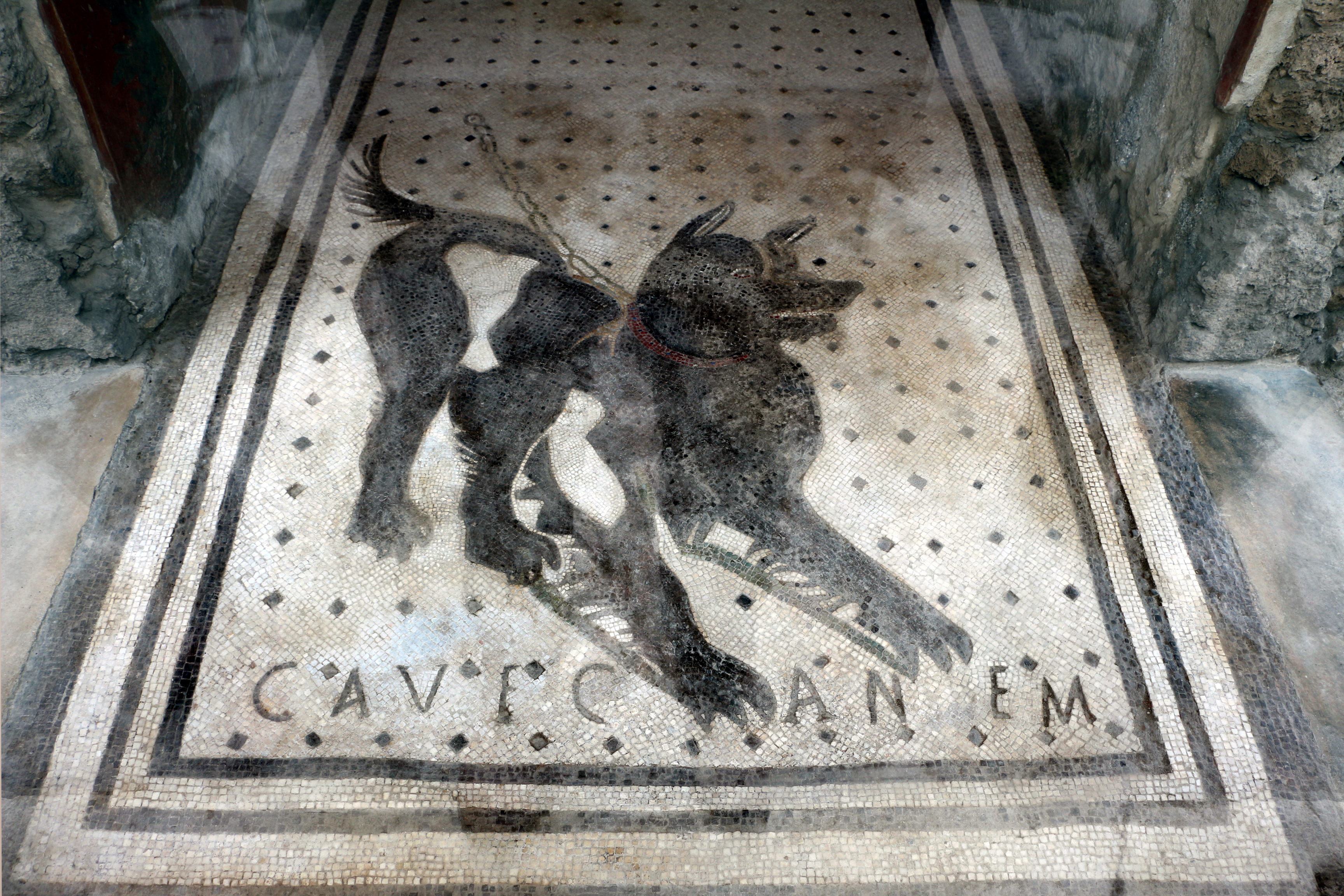
Mosaico de la Casa del Poeta Trágico

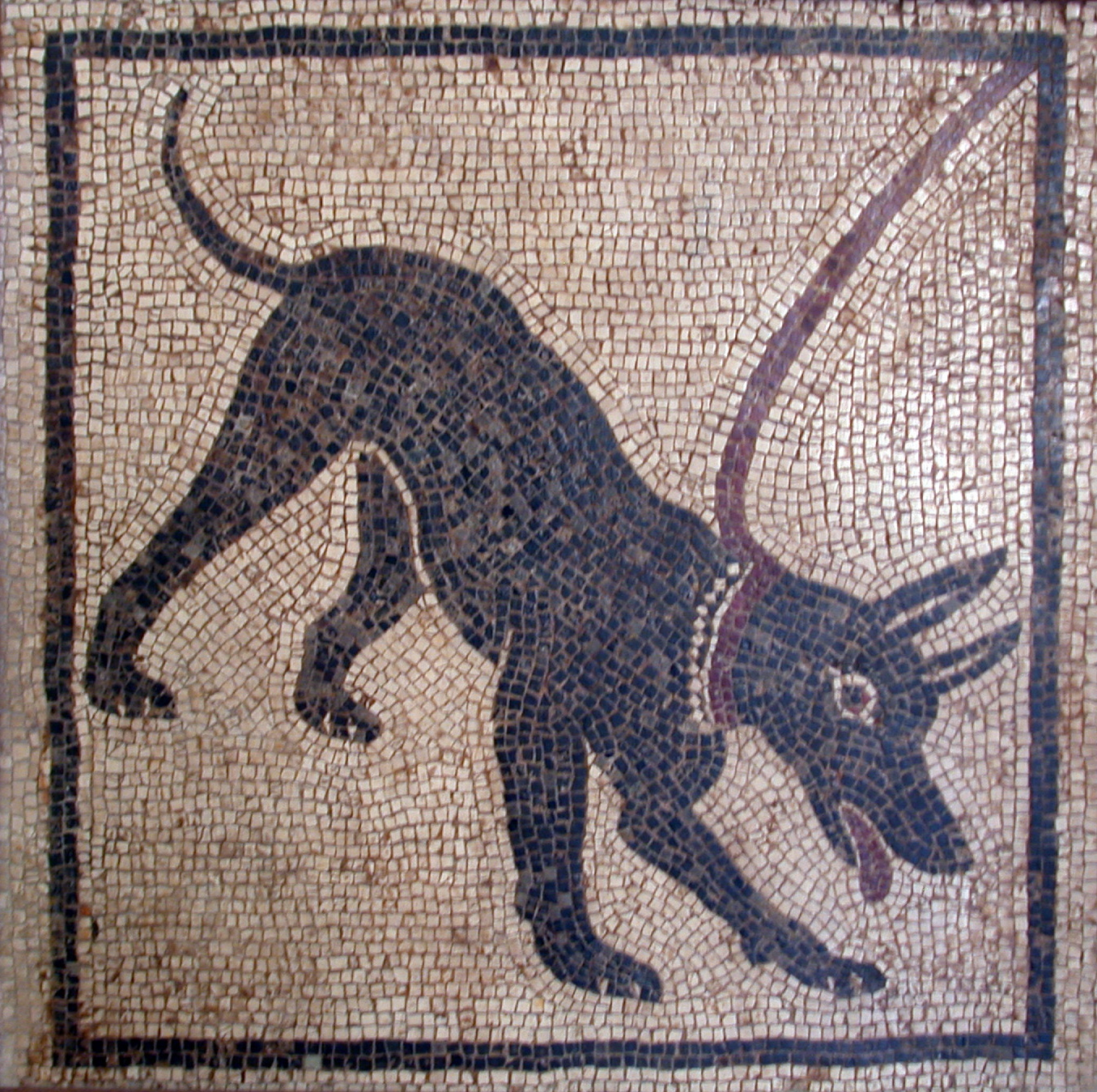
Mosaico conservado en el Museo arqueológico nacional de Nápoles

Cave canem es una locución latina que significa literalmente "Cuidado con el perro". Se escribía a las entradas de las casas y villas romanas para avisar de que en el interior había un perro potencialmente peligroso. La práctica ha permanecido inalterable a lo largo de los siglos.
La locución latina puede encontrarse en un famoso mosaico que se encuentra en las excavaciones arqueológicas de Pompeya, sobre el pavimento de entrada de la Casa del Poeta Trágico (Regio VI, Insula 8, nº 5). Otro mosaico pompeyano, privado esta vez de inscripción, representa a un perro encadenado en la entrada de la Casa de Paquio Proculo (Regio I, Insula 7, nº 1).
Finalmente, un mosaico muy conocido, encontrado en los paramentos de la Casa de Orfeo, se conserva en el Museo Arqueológico Nacional de Nápoles.

## Usos metafóricos
La expresión Cave canem fue usada por el militante comunista italiano Peppino Impastato para describir al alcalde de Cinisi como perro de guardia del jefe mafioso Gaetano Badalamenti, reconstruido luego en la película I cento passi.
Michele Santoro usó la expresión en su programa televisivo Servizio Pubblico.